# Negative Approach
I Negative Approach, spesso noti come NA, sono una delle prime band hardcore punk della storia del genere, insieme a Minor Threat, Bad Brains e Black Flag. Come gran parte delle prime band hardcore inizialmente ebbero ben poca fortuna, salvo poi esplodere come popolarità in seguito.

## Storia
I Negative Approach si formano nell'agosto 1981 a Detroit da John Brannon e Pete Zelewski, si narra dopo aver visto un concerto dei Black Flag. La prima formazione vedeva Brannon alla voce, Rob McCullough alla chitarra, Pete Zelewski al basso e Zuheir alla batteria. Dopo poco tempo, Zelewski lasciò la band per formare gli Allied e fu sostituito dal fratello di Rob McCullough Graham McCullough, mentre Zuheir venne sostituito poco dopo da Chris "O.P." Moore. Questa formazione sarà quella definitiva fino allo scioglimento della band.
Dopo alcuni tentativi presso l'abitazione del batterista dei Necros, la band registrò un demo, seguito da un'apparizione nella raccolta Process of Elimination insieme agli stessi Necros ed ai Meatmen. Visto il successo, queste tre band partirono per il Process of Elimination tour. Questo tour, sebbene prevedesse tre sole tappe a (Boston, New York and Washington, le tre città dove il movimento hardcore era più forte), è citato come un evento chiave nella storia dell'hardcore punk.
Nel 1982 la band esordì in sala di registrazione con l'EP omonimo Negative Approach. Il disco, nonostante la produzione abbastanza povera e scarsa, è considerato una pietra miliare del genere. Ancora maggiore fu il successo del loro primo album Tied Down, avvenuto nel 1983, con il quale la band fece discreto sfoggio di versatilità musicale incidendo in mezzo a brani aggressivi e veloci alcune canzoni più melodiche. Questo fu anche il loro ultimo lavoro prima dello scioglimento, avvenuto nello stesso anno durante un concerto a Memphis.
Il cantante Brannon fece anche un tentativo di riassemblare la band, visto che gli altri tre componenti avevano lasciato il gruppo, chiamando altri tre musicisti. Questa nuova formazione ebbe poca fortuna e si limitò ad alcuni concerti nel 1984 prima dello scioglimento definitivo.

## La re-union del 2006
Nel maggio del 2006 fu annunciato che Brannon e Moore avrebbero suonato in un concerto per celebrare i 25 anni dalla nascita della band. Il gruppo, nonostante l'assenza degli altri due componenti storici Rob e Graham McCulloch, suonò in diverse occasioni e recentemente ha anche chiuso il festival No Fun Fest tenutosi a Brooklyn, NY il 20 maggio 2007.

## Stile
Lo stile hardcore dei NA deriva direttamente dal proto punk suonato ad inizio anni settanta a Detroit da band come The Stooges oltre che dal punk britannico dei Discharge e dall'Oi! di Blitz e 4-Skins, sebbene queste influenze vengano portate dai Negative Approach al massimo dell'aggressività e della velocità. I NA non seguirono la tendenza straight edge fondata in quel periodo proprio da Ian McKaye dei Minor Threat, ma al contrario portarono il loro punk verso derive nichiliste e pessimiste.

## Discografia

### Album di studio
- 1982 - Negative Approach
- 1983 - Tied Down
- 1992 - Can't Tell No One
- 1992 - Total Recall
- 2005 - Ready to Fight: Demos, Live and Unreleased 1981-83

### Apparizioni in compilation
- Faster & Louder: Hardcore Punk, Vol. 2

## Formazione principale
- John Brannon - voce
- Rob McCullough - chitarra
- Graham McCullough - basso
- Chris "O.P." Moore - batteria